# Солонецький Олексій Олександрович
Олексі́й Олекса́ндрович Солоне́цький — старший лейтенант Збройних сил України, учасник російсько-української війни.

## З життєпису
Станом на березень 2017 року — заступник командира 4 патрульного батальйону з озброєння та техніки, військова частина № 3033 Національної гвардії України.

## Нагороди
19 липня 2014 року — за особисту мужність і героїзм, виявлені у захисті державного суверенітету та територіальної цілісності України, вірність військовій присязі під час російсько-української війни, відзначений — нагороджений орденом «За мужність» III ступеня.